# آراشان (رودخانه)
آراشان (به انگلیسی: Arashan) (به قرقیزی: Арашан)، رودی در ناحیه آق‌سو، منطقه ایسیق‌کول، واقع در شمال شرقی قرقیزستان است. این رود از کوه‌های ترسکی آلاتاو، نزدیک قراکول دریاچه ایسیق‌کول به سمت شمال جاری می‌گردد. از کوهی به نام آلتین آراشان که دارای چشمه‌های آب گرم و دره‌های جنگلی است نیز عبور می‌کند. یخچال پالاتکا نیز از میان رودخانه و دره پدیدار می‌گردد و به آکو-سو، ریزابه‌ای از جیرگالانگ می‌ریزد.